# Rainer Salzgeber
Rainer Salzgeber (Bludenz, 26 aprile 1967) è un ex sciatore alpino austriaco.
Specialista del supergigante e dello slalom gigante, nel corso della sua carriera vinse la medaglia d'argento nello slalom gigante ai Mondiali di Morioka 1993 e andò sei volte a podio in Coppa del Mondo.

## Biografia
Salzgeber, originario di Schruns, è marito di Anita Wachter e padre di Amanda, a loro volta sciatrici alpine.

### Stagioni 1985-1993
Ottenne i primi successi internazionali della carriera ai Mondiali juniores di Jasná 1985, durante i quali vinse la medaglia d'oro nello slalom speciale e nella combinata. Nella stagione 1985-1986 in Coppa Europa vinse la classifica di supergigante e fu 3º in quella generale, mentre l'anno dopo, sempre nel circuito continentale, ottenne il 2º posto sia nella classifica generale, sia in quelle di supergigante e di slalom gigante.
Il 23 dicembre 1989 ottenne il suo primo piazzamento di rilievo in Coppa del Mondo nello slalom gigante di Park City, in cui si classificò 13º. Alla sua prima partecipazione olimpica, Albertville 1992, arrivò 15º nel supergigante, 7º nello slalom gigante e non completò la combinata; l'anno dopo ottenne il risultato più prestigioso della sua carriera, la medaglia d'argento nello slalom gigante ai Mondiali di Morioka (suo esordio iridato), preceduto sul traguardo solo da Kjetil André Aamodt. Poco dopo i Mondiali si infortunò gravemente al ginocchio durante la discesa libera di Whistler, dovendo stare così lontano dalle competizioni fino alla stagione successiva.

### Stagioni 1994-2002
Il 18 gennaio 1994 conquistò il primo podio in Coppa del Mondo, il 3º posto nello slalom gigante di Crans-Montana; ai XVII Giochi olimpici invernali di Lillehammer 1994, sue seconde e ultime Olimpiadi, ottenne il 5º posto nello slalom gigante. Ai Mondiali di Sestriere 1997 ottenne il 9º posto nello slalom gigante. Di rilievo fu anche il 5º posto conquistato il 21 dicembre 1998 in supergigante: quel giorno, uno dei più gloriosi dello sci austriaco, la gara di Coppa del Mondo disputata a Innsbruck fu vinta da Hermann Maier con nove atleti austriaci nelle prime nove posizioni.
Ai Mondiali di Vail/Beaver Creek 1999, suo congedo iridato, Salzgeber giunse 16º nel supergigante, mentre a livello di Coppa del Mondo conquistò l'ultimo dei suoi cinque podi il 19 dicembre 1999 in Alta Badia in slalom gigante (3º); il 15 febbraio 2001 ottenne a Ravascletto in slalom gigante l'ultima vittoria, nonché ultimo podio, in Coppa Europa. Si ritirò dall'attività agonistica all'inizio della stagione 2001-2002 e la sua ultima gara in carriera fu lo slalom gigante di Coppa del Mondo disputato il 28 ottobre a Sölden, chiuso da Salzgeber al 16º posto.

## Palmarès

### Mondiali
- 1 medaglia:
  - 1 argento (slalom gigante a Morioka 1993)

### Mondiali juniores
- 2 medaglie:
  - 2 ori (slalom speciale, combinata[3] a Jasná 1985)

### Coppa del Mondo
- Miglior piazzamento in classifica generale: 24º nel 1992
- 6 podi:
  - 2 secondi posti
  - 4 terzi posti

### Coppa Europa
- Miglior piazzamento in classifica generale: 2º nel 1987
- Vincitore della classifica di supergigante nel 1986
- 11 podi (dati dalla stagione 1994-1995):
  - 6 vittorie
  - 2 secondi posti
  - 3 terzi posti

#### Coppa Europa - vittorie
| Data             | Località    | Paese    | Specialità |
| ---------------- | ----------- | -------- | ---------- |
| 17 gennaio 1995  | La Thuile   | Italia   | DH         |
| 6 febbraio 1997  | La Thuile   | Italia   | SG         |
| 13 febbraio 1998 | Sella Nevea | Italia   | GS         |
| 14 febbraio 1998 | Sella Nevea | Italia   | GS         |
| 12 gennaio 2001  | Saas-Fee    | Svizzera | GS         |
| 15 febbraio 2001 | Ravascletto | Italia   | GS         |

Legenda:

DH = discesa libera

SG = supergigante

GS = slalom gigante

### South American Cup
- 1 podio (dati dalla stagione 1994-1995):
  - 1 secondo posto

### Far East Cup
- 2 podi (dati dalla stagione 1994-1995):
  - 1 vittoria
  - 1 terzo posto

#### Far East Cup - vittorie
| Data             | Località  | Paese         | Specialità |
| ---------------- | --------- | ------------- | ---------- |
| 22 febbraio 1995 | Yongpyong | Corea del Sud | GS         |

Legenda:

GS = slalom gigante

### Campionati austriaci
- 8 medaglie[3]:
  - 3 ori (combinata nel 1990; combinata nel 1991; supergigante nel 1995)
  - 2 argenti (supergigante nel 1992; slalom gigante nel 1997)
  - 3 bronzi (supergigante nel 1990; slalom gigante nel 1994; combinata nel 1997)

### Campionati austriaci juniores
- 5 medaglie[3]:
  - 3 ori (discesa libera, slalom speciale, combinata nel 1985)
  - 2 argenti (slalom gigante nel 1984; slalom gigante nel 1985)